# Piotr Rostkowski
Piotr Rostkowski (ur. 8 stycznia 1972 w Łomży) – polski lekkoatleta - średniodystansowiec, mistrz, rekordzista i reprezentant Polski, następnie trener.

## Kariera sportowa
Był zawodnikiem Gwardii Olsztyn, gdzie jego trenerem był Zbigniew Ludwichowski (do 1998), Warszawianki (1999) i Lechii Gdańsk (2000-2002).

### Starty zagraniczne
Reprezentował Polskę na mistrzostwach Europy juniorów w 1991, zajmując 11. miejsce w biegu na 1500 m, z czasem 3:56,50, mistrzostwach świata seniorów w 1997 (odpadł w eliminacjach biegu na 1500 m, z czasem 3:39,52), halowych mistrzostwach Europy w 2000 (odpadł w eliminacjach biegu na 1500 m, z wynikiem 3:46,5) oraz w Pucharze Europy w 1995 (w superlidze - 6. miejsce w biegu na 1500 m, z czasem 3:46,08) i 1997 (w grupie A I ligi - 1. miejsce w biegu na 1500 m, z czasem 3;40,80).

### Mistrzostwa Polski
W 1995 i Mistrzostwa Polski Seniorów w Lekkoatletyce 1997 zdobył złoty medal na mistrzostwach Polski seniorów na otwartym stadionie w biegu na 1500 m. Na halowych mistrzostwach Polski seniorów zdobył siedem medali, w tym trzy złote, dwa srebrne i dwa brązowe: w biegu na 1500 m - złoto w 1995, 1997 i 1999 oraz brąz w 2001; w biegu na 3000 m - dwa srebrne medale (1995, Halowe Mistrzostwa Polski Seniorów w Lekkoatletyce 1997), w biegu na 800 m - jeden brązowy medal (2000).

### Rekord Polski
13 lipca 1997 poprawił należący od 9 czerwca 1980 do Mirosława Żerkowskiego i wynoszący 3:36,19 rekord Polski w biegu na 1500 m, uzyskując wynik 3:35,62. Rekord ten poprawił 13 września 2011 Artur Ostrowski, wynikiem 3:34,45.

### Kariera trenerska
Jest mężem i trenerem biegaczki Anny Zagórskiej-Rostkowskiej. W 2020 został trenerem Adama Kszczota i Marcina Lewandowskiego.

### Rekordy życiowe
Na stadionie
- bieg na 800 metrów – 1:48,97 (29 maja 1996, Innsbruck)
- bieg na 1000 metrów – 2:21,10 (27 lipca 1996, Szklarska Poręba)
- bieg na 1500 metrów – 3:35,62 (13 lipca 1997, Stuttgart) - były rekord Polski
- bieg na 3000 metrów – 8:27,06 (8 czerwca 2001, Poznań)

W hali
- bieg na 1500 m: 3:40,93 (6 lutego 2000, Stuttgart)